# Espàrtac
|  | Per a altres significats, vegeu «Espàrtac (desambiguació)». |

Espàrtac (llatí: Spartacus; ca. 120 aC – 70 aC) fou un gladiador traci sotmès a esclavatge que esdevingué el líder principal del fallit alçament d'esclaus contra la República de Roma, esdeveniment conegut com a Tercera Guerra Servil.
Hi ha poc coneixement sobre la vida d'Espàrtac abans dels fets de l'alçament i de la guerra perquè les fonts històriques són escasses i sovint contradictòries. La seva lluita, sovint presentada com la lluita dels oprimits per aconseguir la seva llibertat enfront de l'aristocràcia esclavista de Roma, ha trobat noves interpretacions entre els historiadors romans moderns, sobretot a partir del segle xix. La figura d'Espàrtac i de la seva revolta, així mateix, ha inspirat nombrosos escriptors i cineastes, els quals han recreat la figura d'Espàrtac com la d'un heroi popular de tots els temps.

## Historiografia antiga

### Orígens

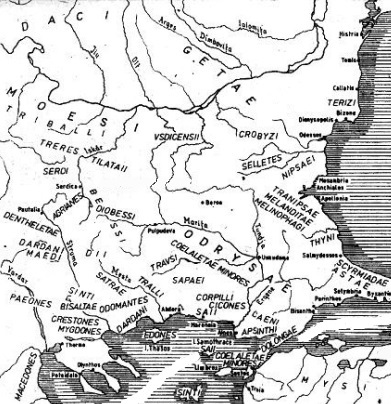
Les tribus tràcies

En general, les fonts antigues coincideixen que Espàrtac provenia de les tribus tràcies que servien com a tropes auxiliars a l'exèrcit de Roma. Plutarc el descriu com «un traci de les tropes auxiliars nòmades», però aquesta interpretació és discutida per historiadors com Konrat Ziegler. Plutarc també escriu que la dona d'Espàrtac, una sacerdotessa de la mateixa tribu, fou esclava com ell. Apià diu que «fou un traci per naixement, serví com a soldat amb els romans, però a partir de llavors fou fet presoner i venut per a fer de gladiador».
Florus diu que fou «un mercenari traci que passà a ser soldat romà, de soldat romà a desertor i lladre, i més tard, en consideració a la seva fortalesa, gladiador».
Tanmateix, en la lluita de gladiadors, l'estil traci consistia en l'ús d'un escut rodó i d'una espasa curta o una daga, i aquest fet ha estat utilitzat per explicar que, en els casos en què l'origen d'un gladiador no era clar, això es podria haver utilitzat erròniament a l'hora de determinar els orígens dels lluitadors.
El nom d'Espàrtac fou força comú en la regió del Pont Euxí: reis dels cimmeris del Bòsfor i del Pont el portaren, i també es coneixen un Espàrdac i un Espàrdoc, personatge traci, pare de Seutes I d'Odrísia.

### La Tercera Guerra Servil

#### La revolta de Càpua
Espàrtac fou entrenat en una escola de gladiadors (ludo) propera a Càpua i pertanyent a Lèntul Batiat. El 73 aC, Espàrtac i uns setanta companys s'escaparen de l'escola de gladiadors. Prengueren els ganivets d'una botiga d'estris de cuina i una caravana plena d'armes i fugiren al mont Vesuvi, molt a prop de Nàpols. Allà es van unir a altres esclaus fugitius.
El grup assolà la regió, devastant i fent pillatge, tot i que sembla que Espàrtac mirava de reprimir-ho a causa del fet que el seu principal objectiu era abandonar Itàlia per tornar a casa. Els altres líders de la revolta eren gladiadors de la Gàl·lia i de Germània, anomenats Crixus, Cast, Cànic i Enòmau, així com un esclau jueu de nom David. Altres esclaus fugitius se'ls van unir, incrementant el seu nombre a diversos centenars, fins que el Senat decidí intervenir enviant-hi un inexpert pretor, Gai Claudi Glabre (el nomen podria haver estat Clodi, i el praenomen és dubtós), amb una tropa de milicians reclutada a cuita-corrents de prop de 3.000 homes. Els soldats assetjaren els revoltats al mont Vesubi, tot blocant l'única via d'escapament de la muntanya. Els rebels d'Espàrtac, però, elaboraren cordes amb els ceps i es despenjaren per una altra cara de la muntanya, atacant els soldats romans pels flancs en un atac sorpresa. No esperant-se cap problema per part d'un grapat d'esclaus, els romans no havien fortificat el seu camp ni havien posat els sentinelles adequats. Com a resultat, la majoria de soldats dormien i foren morts, incloent el mateix Gai Claudi Glabre. Després d'aquest succés, molts esclaus fugitius s'uniren al grup fins a formar un autèntic exèrcit.

#### Continuació de la guerra

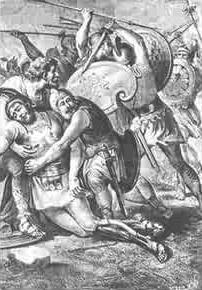
La caiguda d'Espàrtac

Espàrtac es va anar acreditant com un excel·lent estrateg militar i la seva experiència com a formador de tropes auxiliars va fer d'ell un formidable enemic, tot i que la major part dels seus homes tenien la formació pròpia d'esclaus dedicats al treball i els mancava formació militar. La temporada que estigueren acampats al Mont Vesubi, el qual en aquell temps estava inactiu i densament arbrat, els permeté de preparar-se de cara a la propera lluita amb les legions de Roma.
A causa del poc temps que transcorregué abans no tingueren necessitat d'entaular batalla, Espàrtac delegà la preparació de petits grups d'homes als gladiadors. Aquests homes s'encarregaven, així mateix, de la preparació de nous petits grups. Aconseguí així d'estendre una formació militar bàsica en unes poques setmanes. Les tropes d'Espàrtac derrotaren llavors dues legions romanes tretes de la frontera nord d'Itàlia, sota el comandament del pretor Varini Glabre, enviades contra elles. Varinius va dividir en tres parts el seu exèrcit per mirar d'atrapar Espàrtac en una maniobra de tenalla, però aquest va derrotar separadament els dos ajudants de Varinius| i finalment a les del pretor mateix, arribant al punt de capturar els seus lictors i el seu propi cavall. Després marxaren cap a la costa més al sud, on passaren l'hivern fabricant-se armes i organitzant l'exèrcit. Des d'aleshores, els seguidors d'Espàrtac incloïen dones, nens i vells que s'havien anat incorporant. Per la primavera, amb un exèrcit d'uns 70.000 homes, marxaren en direcció al nord, cap a la Gàl·lia.
El Senat, alarmat, envià els dos cònsols d'aquell any 72 aC, Gel·li Publícola i Gneu Corneli Lèntul Clodià, cada un amb una legió, contra els rebels. Crixus volia restar a Itàlia fent pillatge, mentre que Espàrtac volia seguir cap al nord. Això feu que Crixus, juntament amb uns 30.000 gals i germànics, abandonés Espàrtac i posteriorment fos derrotat i mort pel propretor Arrio, adjunt al cònsol Publícola, a l'Apúlia. Espàrtac, en canvi, derrotà primer Lentulus, i després Publícola. Al Picè, a la Itàlia central, Espàrtac desfé les tropes consulars i avançà cap al nord. En aquell moment, el continu flux de nous esclaus fugits, atrets pels èxits militars d'Espàrtac, feu que, segons Apià, les seves forces arribessin als 120.000 homes. A Mutina (actual Mòdena), tornaren a derrotar una altra legió, aquest cop sota les ordres de Gai Cassi Longí, el governador de la Gàl·lia Cisalpina.

#### La decisió de romandre a Itàlia
Aparentment, Espàrtac intentà de sortir d'Itàlia amb el seu exèrcit i passar a la Gàl·lia (actualment Bèlgica, Suïssa i França) o fins i tot a Hispània per sumar-se a la revolta de Quint Sertori. Però sobtadament, va canviar de criteri i tornà enrere cap al sud. Les fonts afirmen que la decisió fou presa per la pressió dels seus seguidors, que volien continuar el pillatge. Tanmateix, aquesta qüestió és força controvertida perquè van tornar enrere just quan estaven a punt d'escapar a la Gàl·lia. Algun historiador creu que alguns dels seguidors d'Espàrtac, no combatents, pogueren passar els Alps i marxar als seus països respectius.
La resta marxaren cap al sud i derrotaren novament dues legions romanes dirigides per Marc Licini Cras, que en aquell temps era l'home amb la més gran fortuna de Roma. Al final del 72 aC, Espàrtac acampà a Règium, davant l'Estret de Messina.
Espàrtac intentà un pacte amb els pirates cilicis, per mitjà del qual les seves tropes fossin embarcades fins a la costa de Sicília, però l'acord no reexí. Al començament de l'any 71 aC, vuit legions de Cras van aïllar l'exèrcit d'Espàrtac a Calàbria. Amb la mort de Quint Sertori, el Senat decidí cridar les legions de Gneu Pompeu Magne d'Hispània, així com les de Marc Terenci Varró de Macedònia.
Espàrtac maniobrà per trencar les línies de Cras i escapar cap a Brundísium, però les forces de Pompeu els interceptà a la Lucània i els esclaus foren forçats a entaular batalla prop del riu Sílar.

#### La derrota davant Cras
La batalla final que va veure la derrota i la mort d'Espartac en el 71 aC es va dur a terme en el territori actual de Senerchia, al marge dret del riu Sílar, en l'àrea que comprèn la frontera amb Oliveto Citra des de Calabritto, prop del poble de Quaglietta, que en aquell moment era part de la Lucània. En aquesta zona, en les darreres dècades, s'han produït troballes d'armes, armadures i espases de l'època romana.
Espàrtac, amb el seu exèrcit d'esclaus i de pastors, gent jove i robusta, es dirigia cap a l'Apúlia perquè volia salpar cap a Tràcia. Però Cras, que era el cap d'un exèrcit romà molt nombrós i ben armat, el va atacar per l'esquena. Espàrtac, també pel cansament dels seus homes, no volia establir batalla amb els romans.
Espàrtac va matar el seu cavall, dient que si guanyava tindria tots els cavalls que ell volia, però si perdia no volia caure en la temptació de fugir. Iniciada la batalla, Espàrtac es va llençar contra l'exèrcit romà, i després de matar alguns soldats romans estava tan ple de ferides que el seu cos no va poder ser trobat. Alguns destacaments del seu exèrcit van fugir i es van dispersar per les muntanyes circumdants. Hom creu que Espàrtac va morir en la batalla, però tanmateix mai es va poder identificar el seu cadàver. Després de la batalla, els legionaris alliberaren 3.000 presoners del campament dels rebels.
La represàlia dels romans foren cruels: 6.000 seguidors d'Espàrtac foren crucificats al llarg de la Via Àpia entre Brundísium i Roma. Cras no va donar mai ordres de despenjar els cossos i els viatgers foren forçats a observar-los durant anys, potser dècades, després de la batalla.
Al voltant de 5.000 esclaus, tanmateix, escaparen. Van marxar cap al nord i foren anihilats per Pompeu, el qual va tornar després cap a Hispània. Pompeu fou aclamat com un heroi a Roma, mentre que Cras rebé només una senzilla celebració.

## La memòria d'Espàrtac als nostres dies

### Fets polítics
- Toussaint L'Ouverture i el seu successor Jean-Jacques Dessalines dirigiren la rebel·lió dels esclaus en la Revolució haitiana (1791—1804),[14] derrotant els exèrcits d'Espanya, la Gran Bretanya i la França de Napoleó Bonaparte. Toussaint fou anomenat l'"Espàrtac negre" per un dels seus rivals, el Comte de Lavaux.[15]
- Espàrtac ha estat inspiració de nombrosos revolucionaris en els nostres temps. L'exemple més notable el constituí la Lliga Espartaquista durant la República de Weimar, així com una "Organització anti-feixista Spartacus" sorgida durant els anys 70 del segle XX a Àustria.
- Karl Marx digué que Espàrtac havia estat el seu heroi, citant-lo com a "...el més bon jan que l'antiguitat té per oferir".
- El revolucionari marxista sud-americà Che Guevara fou també un gran admirador del lluitador traci.

### Creacions artístiques

#### Pel·lícules
- Stanley Kubrick feu, l'any 1960, l'adaptació per al cinema més famosa de la vida dels esclaus revoltats a partir d'una novel·la de Howard Fast i guió de Dalton Trumbo: Espàrtac, amb Kirk Douglas de protagonista. La frase "Jo sóc Espàrtac" ha estat referenciada en nombroses altres cintes, programes de televisió i altres usos comercials.
- El 1996, en la pel·lícula The Wonders, de Tom Hanks, el bateria Guy Patterson cita l'expressió "Jo sóc Espàrtac!" diverses vegades i àdhuc gravà una cançó amb aquest títol.

#### Televisió
- El 2004, la novel·la de Fast fou adaptada, amb el mateix nom d'Espàrtac, per a una tele-sèrie de la cadena nord-americana USA Network, amb Goran Višnjić en el paper protagonista.
- Un episodi del docudrama Heroes and Villains de la BBC de 2007-2008 inclou Espàrtac.[16]
- La sèrie de televisió Spartacus , protagonitzada per Andy Whitfield i més tard per Liam McIntyre en el paper principal, es va emetre a la xarxa de cable premium Starz des de gener de 2010 fins a abril de 2013.[17][18]
- Barbarians Rising (2016) de History Channel presenta la història d'Espàrtac en el seu tercer episodi titulat "Rebellion".
- La cinquena sèrie de Outnumbered va fer que Ben Brockmans (Daniel Roche) interpretés Espàrtac en un musical anomenat Spartacus.[19]

#### Literatura
- La novel·la històrica de Howard Fast Espàrtac.
- Arthur Koestler escrigué una novel·la sobre Espàrtac anomenada Els gladiadors.
- Una altra novel·la titulada Espàrtac de l'escriptor escocès Lewis Grassic Gibbon.
- Espàrtac és un dels principals protagonistes de la novel·la Fortune's Favorites (Favorits de la fortuna, en català) de Colleen McCullough. McCullough segueix la teoria segons la qual Espàrtac era un soldat romà renegat i s'aferra al fet que el seu cadàver no fou mai identificat.
- L'escriptor italià Rafaello Giovagnoli escrigué una altra novel·la històrica titulada Espàrtac el 1874. Aquesta novel·la fou després traduïda i publicada en diversos països europeus.
- Hi ha una altra novel·la, Els estudiants d'Espàrtac (Uczniowie Spartakusa), de l'escriptora polonesa Halina Rudnicka.
- L'obra Spartacus to the Gladiators at Capua del reverend Elijah Kellogg ha estat utilitzada per practicar l'oratòria en anglès per part de moltes generacions d'escolars.
- Espàrtac també apareix en el llibre La mort dels reis de Conn Iggulden.
- Espàrtac i els gloriosos gladiadors, de Toby Brown, també forma part d'una col·lecció de llibres d'història per a infants.
- En la novel·la Bolo Rising de William H. Keith, el personatge "Hector" és basat en la figura d'Espàrtac.
- L'escriptor català Joan Basté va compondre la novel·la històrica Espàrtac, un guerriller en la història de Roma, publicada el 1987, inspirada en la revolta encapçalada per aquest gladiador romà contra l'esclavatge.

#### Música

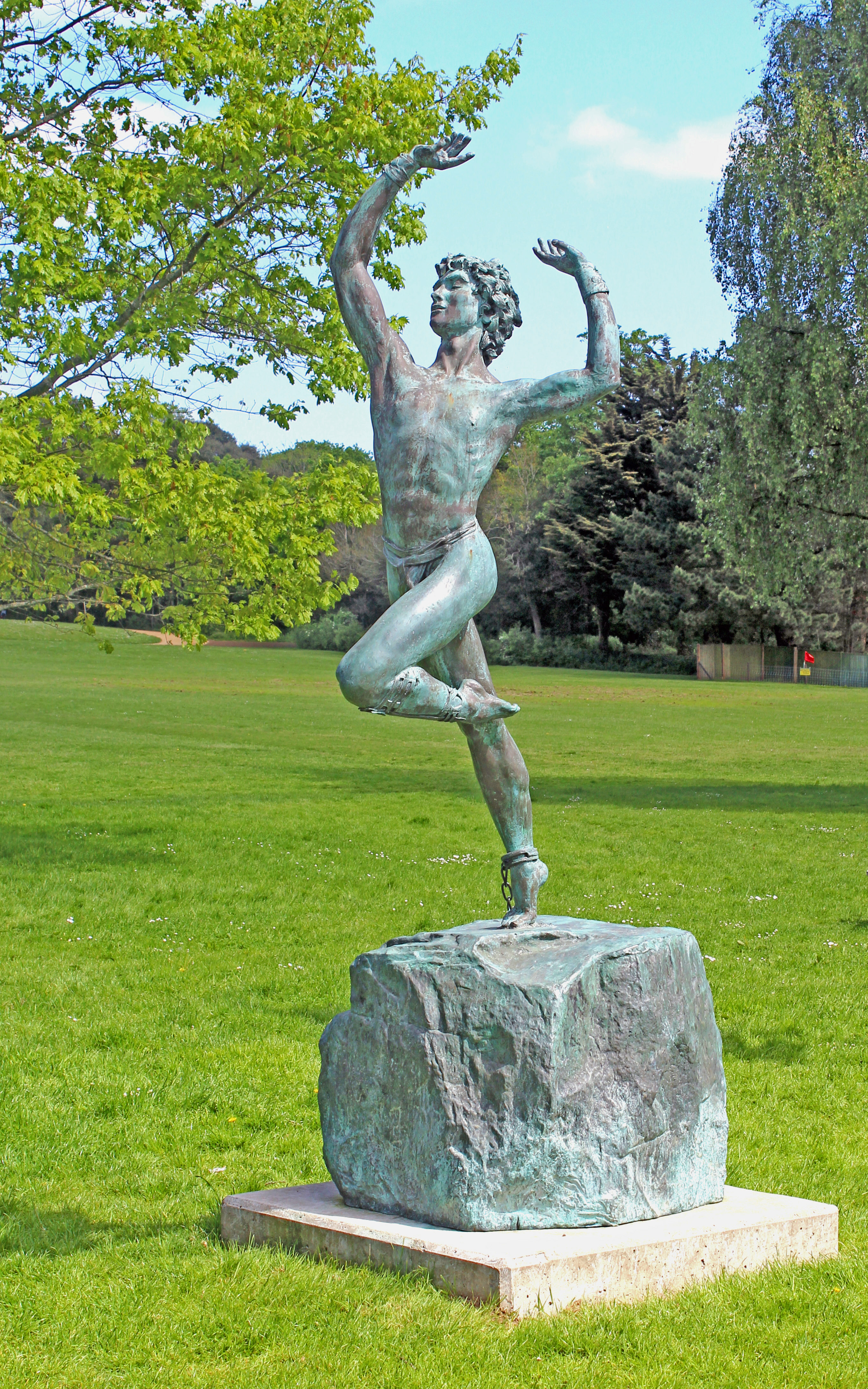
Estàtua a Chichester, Anglaterra, d'una ballarina que representa Espartac

- Espàrtac és un ballet, amb partitura del compositor Aram Khatxaturian.
- El grup alemany Triumvirat editaren l'àlbum Spartacus l'any 1975.
- El grup The Farm va debutar el 1991 amb l'àlbum Spartacus.
- Jeff Wayne edità el 1992 la seva recopilació musical Jeff Wayne's Musical Version of Spartacus.
- La banda de punk/rock anti-feixista Angelic Upstarts editaren el 2004 un àlbum titulat Sons of Spartacus.
- "Spartacus" és el nom de la segona cançó del primer àlbum del grup The Fall of Troy.
- "I Am Spartacus" és un tema que registra el soroll d'una persona inhalant intensament i que ha estat utilitzat sovint com a introducció en diversos estils musicals (tecno, samba, etc.).

#### Videojocs
- El videojoc Independence War: Defiance utilitza la figura d'Espàrtac.
- Espàrtac surt en el joc de taula Heroscape en la fase coneguda com la Thora's Vengeance.
- En el popular joc d'estratègia Roma: Guerra Total, Espàrtac és un dels personatges principals.

#### Còmic
- Apareix amb el nom d'Spartakis i convertit en esclau grec amb l'aspecte de l'actor Kirk Douglas a l'album El tràngol de l'Obèlix de la sèrie Astèrix el gal, escrit i dibuixat per Albert Uderzo.[20][21]

### Esport
- El FC Spartak de Moscou i la Societat esportiva Spartak són clubs esportius que remmemoren el nom d'Espàrtac.[22]
- Les Espartaquíades eren una competició esportiva semblant a uns Jocs Olímpics pels països del bloc soviètic.,[23]

### Altres
- Adam Weishaupt, francmaçó i suposat fundador dels Il·luminats, utilitzà el nom "Spartacus" per signar els seus escrits.
- En la pel·lícula del 2003 The Recruit, James Clayton (interpretat per Colin Farrell), crea un programa de software anomenat "Spartacus", que pot controlar tots els programaris informàtics en una àrea determinada. Els estudiants que l'havien creat s'autoanomenaven "la revolta dels esclaus".
- En el joc d'estratègia Warhammer 40.000, el personatge Angron té molta semblança amb Espàrtac.
- La mascota de l'equip dels Ottawa Senators és un lleó de nom "Spartacat", jugant amb la figura d'Espàrtac, ja que el símbol de l'equip és un senador romà.
- Spartacus 7s és un equip de rugby-set internacional creat el 2006.
- Spartacus Books, fundada el 1973, és una llibreria anarquista que funciona com a cooperativa i és atesa per voluntaris a Vancouver, Canadà.